# Marigona Hajdari
Marigona Hajdari (født 27. oktober 1999 i Tarm) er en dansk/kosovosk håndboldspiller, der spiller venstre back for Silkeborg-Voel KFUM i Damehåndboldligaen og Kosovos kvindehåndboldlandshold. Hun har tidligere spillet flere sæsoner for Ringkøbing Håndbold og ungdomshåndbold i Skjern Håndbold.
Efter syv sæsoner i Ringkøbing Håndbold valgte hun at stoppe. I juli 2024 skrev hun i stedet under på en kontrakt med en af ligaens tophold, Silkeborg-Voel KFUM. Hendes lillesøster, Arlinda Hajdari, spiller også ligahåndbold i Danmark for Bjerringbro FH og det kosovoske landshold.